# 漢密爾頓角
漢密爾頓角（英語：Hamilton Point），是南極洲的海岬，位於葛拉漢地的詹姆斯羅斯島東南部，由詹姆斯·克拉克·羅斯率領的英國探險隊發現，現時由南極條約體系管理。